# Charles Ier (roi de Portugal)
Pour les articles homonymes, voir Charles Ier.
Charles Ier (en portugais : Carlos I) est né au palais d'Ajuda, à Lisbonne, le 28 septembre 1863 et mort assassiné à Lisbonne le 1er février 1908. Il est connu sous des noms tels que le Diplomate (portugais : o Diplomata), le Martyr (portugais : o Martirizado) et l'Océanographe (portugais : o Oceanógrafo). Il règne sur le Portugal de 1889 à sa mort.

## Début de vie

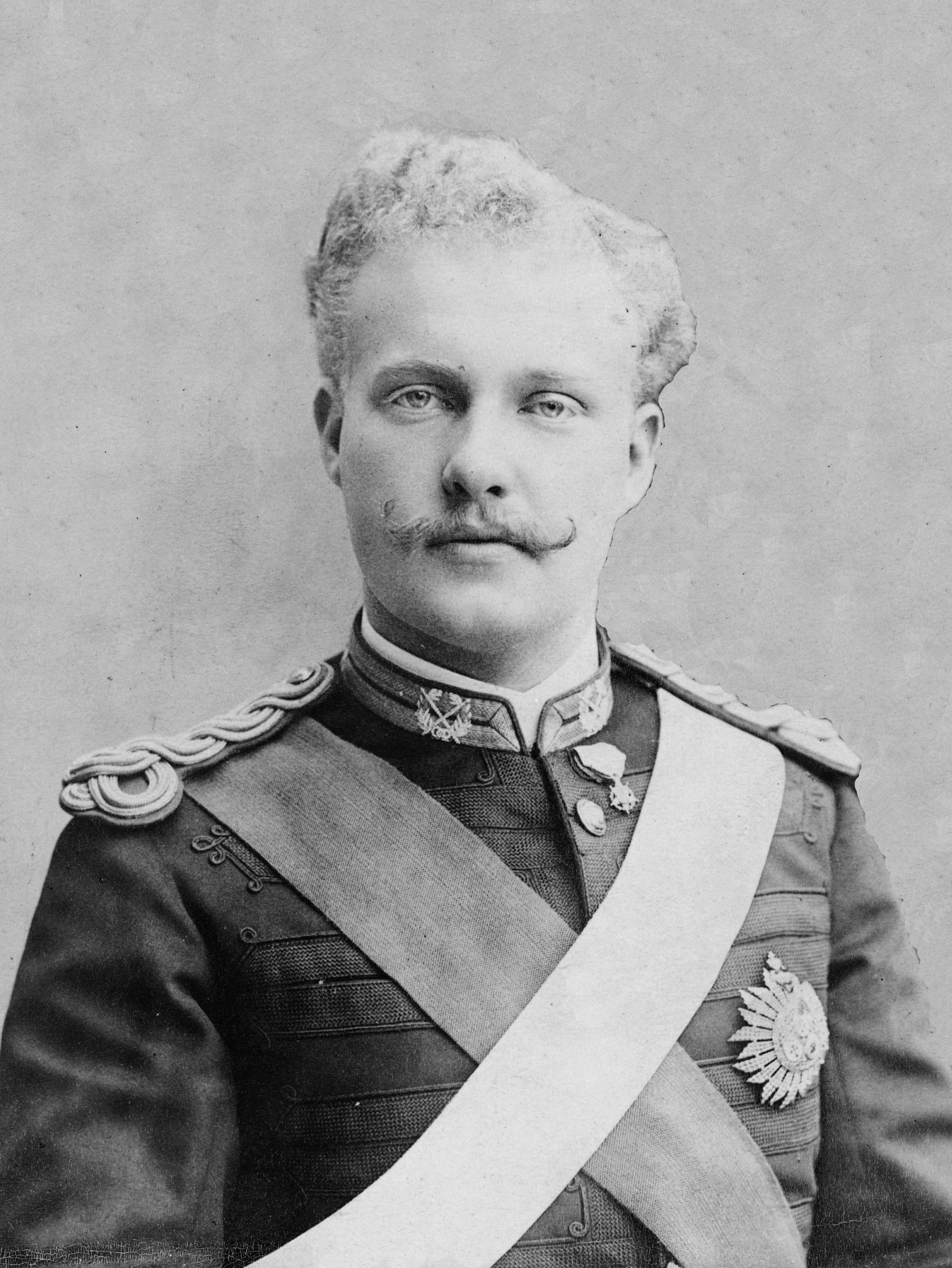
Photographie de l'infant Charles, vers 1886

Charles est le fils du roi Louis Ier et de la reine Maria Pia de Savoie, fille du roi Victor-Emmanuel II d'Italie, et est membre de la Maison de Bragance . Il a un frère, l'Infant Alphonse (duc de Porto). Il est baptisé sous les noms Carlos Fernando Luís Maria Víctor Miguel Rafael Gabriel Gonzaga Xavier Francisco de Assis José Simão,.
Le prince Charles commence une carrière militaire et, le 28 septembre 1879, est nommé aspirant du 2e régiment de Lanciers.
À l'âge de 21 ans, le prince est promu capitaine de Lanciers et sert à la caserne Calçada da Ajuda.
Le 22 mai 1886, il épouse la princesse Amélie d'Orléans, fille du comte de Paris, prétendant orléaniste au trône de France. Le luxe ostentatoire déployé par le comte lors de la fête célébrée pour l'occasion une semaine auparavant à Paris à l’hôtel Galliera (actuel hôtel Matignon), consterne les milieux républicains français, incitant la Chambre des députés et le Sénat à voter un mois plus tard une loi instaurant l'exil des membres des familles ayant régné en France.
De cette union naîtront :

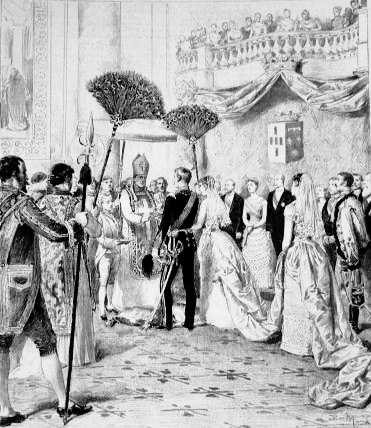
Mariage du duc de Bragance avec la princesse Amélie d'Orléans.

- Louis-Philippe de Bragance (1887-1908)
- Marie-Anne de Bragance (1888)
- Manuel II (1889-1932)

## Règne

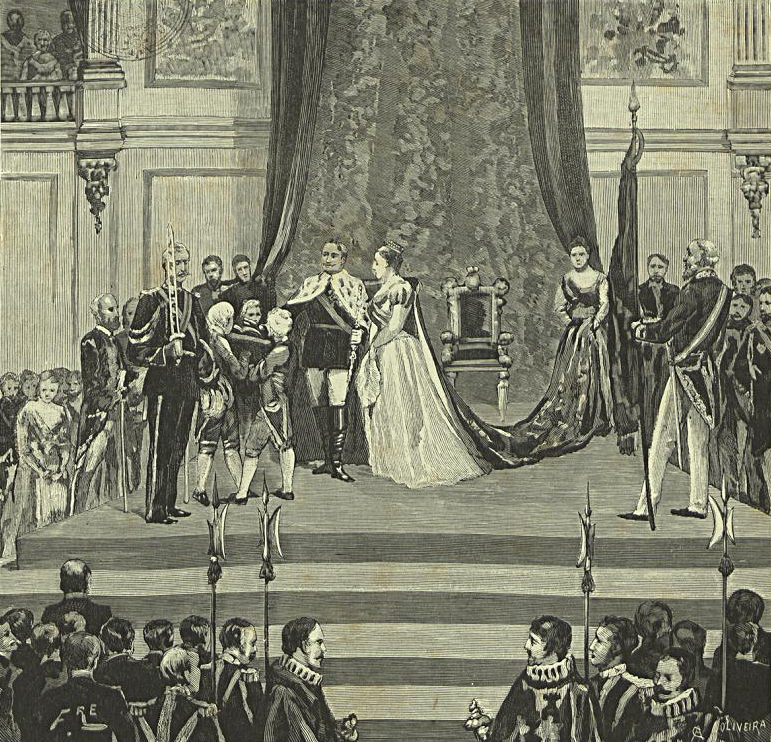
Serment de comme nouveau roi de Portugal (1889).

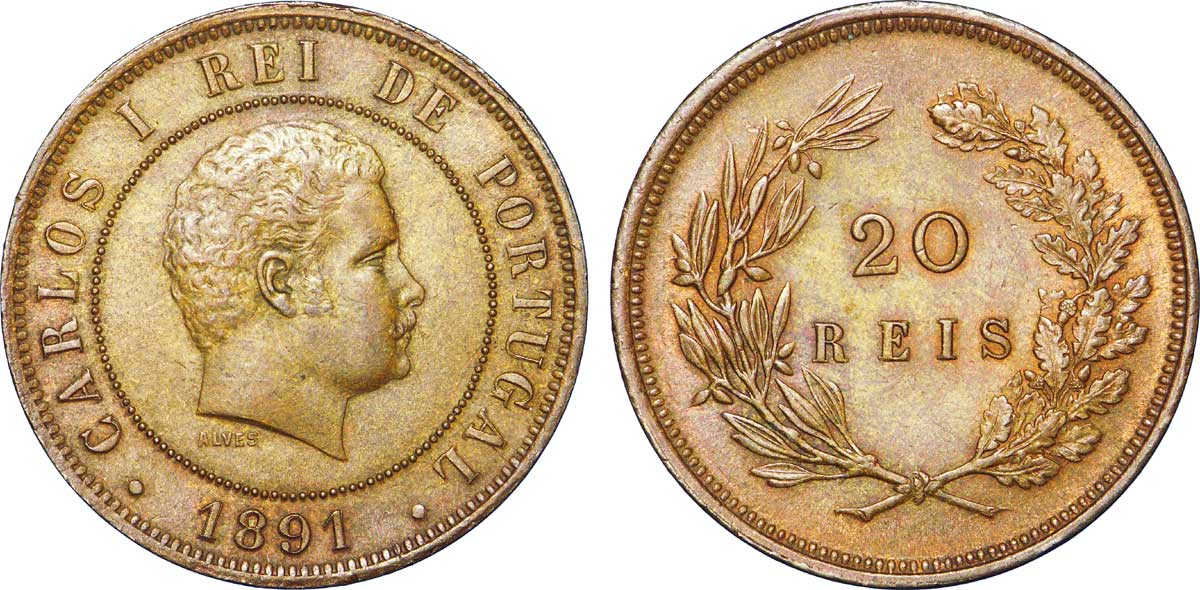
20 reis à l'effigie de Charles Ier de Portugal, 1891

Il monte sur le trône le 19 octobre 1889, à l'âge de 26 ans.
Dès le début de son règne, le Royaume-Uni adresse l'ultimatum britannique de 1890, qui exige que le Portugal (poussé par son désir expansionniste, matérialisé dans la carte rose) renonce aux territoires entre l'Angola et le Mozambique. Le Portugal étant en faillite, le risque de guerre n'est pas envisageable et des zones importantes sont ainsi perdues. Les traités coloniaux avec le Royaume-Uni à la suite du conflit de la « carte rose » (un signé en août 1890 qui définit ses frontières africaines le long du fleuve Zambèze et du Congo et d'autres signés le 14 octobre 1899) stabilisent la situation politique des empires coloniaux européens en Afrique.
La propagande républicaine profite de la grande émotion nationale pour imputer à la couronne cet échec à l’étranger. Une révolte républicaine, le 31 janvier 1891, est réprimée à Porto, montrant ainsi que les idées révolutionnaires progressent dans les milieux ouvriers et urbains. Le 30 janvier 1896, le roi est victime d'un attentat commis par un ouvrier anarchiste tandis qu'il rentre en voiture au palais royal.
Comme le gouvernement britannique analyse en 1898 que cette crise compromet la monarchie portugaise, il réévalue les avantages de la présence de son allié portugais en Afrique. Un plan de sauvetage financier est élaboré, en collaboration avec l'Empire allemand, afin de limiter les dégâts.
En effet, sur le plan intérieur, le Portugal est déclaré en faillite à deux reprises – le 14 juin 1892, puis de nouveau le 10 mai 1902 – provoquant des troubles industriels, un antagonisme socialiste et républicain ainsi que des critiques de la presse à l'égard de la monarchie. Charles Ier répond en nommant João Franco Premier ministre et en acceptant par la suite la dissolution du Parlement. Malgré la controverse, il y a un objectif précis que le roi lui-même affirme dans une lettre à son ami Albert Ier de Monaco, en février 1907 :

« Considérant que les choses ici n'allaient pas bien, et voyant les exemples de toute l'Europe, où elles ne vont pas mieux non plus, j'ai décidé de faire une révolution complète dans toutes les procédures de gouvernement ici. Une révolution d'en haut, en créant un gouvernement de liberté et d'honnêteté, avec des idées modernes, pour qu'ils ne fassent pas une révolution par le bas, ce qui signifierait la ruine de mon pays. »

Dans cette même lettre, le roi parle de ses craintes, qui se réaliseraient après sa mort :

« Jusqu'à présent, j'ai réussi et tout se passe bien, encore mieux que je ne le pensais possible. Mais pour cela, je dois être constamment sur mes gardes et je ne peux pas abandonner le commandement ne serait-ce qu'une minute. Car je connais mon monde et si l'idée de continuité se perdait par manque de direction, tout irait immédiatement à l'envers. Et puis, ce serait pire qu'au début. »

## Assassinat

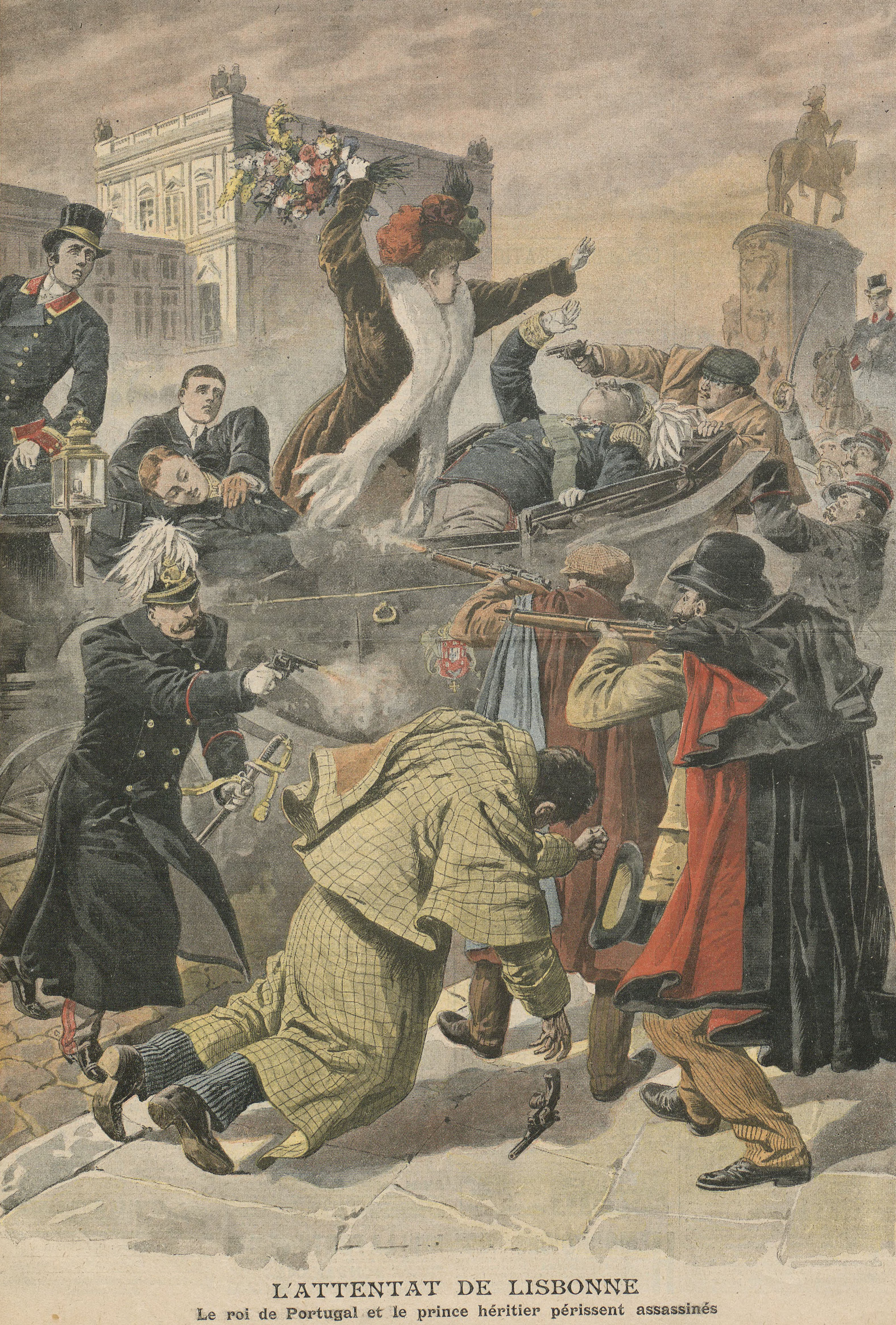
Le Régicide

Le 1er février 1908, la famille royale revient à Lisbonne depuis le palais de Vila Viçosa dans l'Alentejo, où elle passe une partie de la saison de chasse pendant l'hiver. Ils voyagent en train jusqu'à Barreiro et, de là, ils prennent un bateau à vapeur pour traverser le Tage et débarquent à Cais do Sodré dans le centre de Lisbonne. En route vers le palais royal, la calèche emmenant Charles Ier et sa famille traverse la Praça do Comércio donnant sur le fleuve. Malgré les récents troubles politiques, il n'y a pas d'escorte militaire. Alors qu'ils traversent la place au crépuscule, des coups de feu sont tirés parmi la foule clairsemée par deux militants républicains, Alfredo Luís da Costa et Manuel Buíça.
Buíça, ancien sergent de l'armée et tireur d'élite, tire cinq coups de feu avec un fusil caché sous son long pardessus. Le roi meurt immédiatement, son héritier Louis-Philippe est mortellement blessé et le prince Manuel est touché au bras. La reine échappe à toute blessure. Les deux assassins sont tués sur place par la police, et un passant innocent, João da Costa, est également abattu dans la confusion. Le carrosse royal se dirige vers l'Arsenal naval voisin, où, environ vingt minutes plus tard, le prince Louis-Philippe décède.
Quelques jours plus tard, son fils cadet, le prince Manuel, est proclamé roi. Il est le dernier de la dynastie Bragance-Saxe-Cobourg et Gotha et le dernier roi de Portugal.

## Une descendance contestée
Le roi eut beaucoup de liaisons amoureuses, dont plusieurs enfants sont nés, aucun pourtant n'a été reconnu, ni n'a présenté des revendications de filiation royale.
Maria Pia de Saxe-Cobourg Bragance (1907-1995) prétendait être fille illégitime, mais reconnue par Charles Ier de Portugal, issue d'une relation avec Maria Amelia Laredó e Murça. La justice portugaise, en lui refusant tout héritage sur les biens du roi défunt, a refusé de reconnaître une reconstitution faussée d'un certificat de baptême à Madrid, après la guerre civile espagnole, après que tous autres documents furent « perdus », puisque ce prétendu baptême reconstitué, avec des témoins inexistants, ne correspondait pas à son vrai certificat de naissance passé à Lisbonne. Cette aventurière n'a d'ailleurs présenté ses impossibles revendications au trône de Portugal que très tardivement, après 1957, à des fins politiques (aider la gauche portugaise lors de la campagne présidentielle de Humberto Delgado contre Salazar, en 1958) et financières.

## Titre complet
Roi de Portugal et des Algarves, de chaque côté de la mer en Afrique, duc de Guinée et de la conquête, de la navigation et du commerce d'Éthiopie, d'Arabie, de Perse et d'Inde par la grâce de Dieu